# Olasz Állami Rendőrség
Az állami rendőrség (olaszul: Polizia di Stato, rövidebb nevén a polizia) az olasz nemzeti rendőrség elnevezése.  A Karabélyosok hadteste (Arma dei Carabinieri csendőrség) mellett a legjelentősebb rendvédelmi szerv Olaszországban.

## Felépítése, feladatai
A szervezet országos hatáskörrel rendelkezik, feladata főleg a bűnügyi nyomozásra terjed ki, de utcai járőrözést és közúti ellenőrzést is folytat, hatáskörei sok ponton egybeesnek a csendőrség hatásköreivel, például szintén rendelkezik készenléti egységekkel, ellátja a határok ellenőrzését stb. 
A csendőrséggel ellentétben Olaszországban a rendőrség nem katonai rend szerint tagozódik, bár az utcán szolgálatot teljesítő rendőrök a csendőrökhöz hasonló egyenruhát viselnek, jogállásukat tekintve azonban nem katonai személyek, hanem köztisztviselők, a rendőrtisztviselőknek nem katonai, hanem hivatalnoki rangjaik vannak (rendőrségi fogalmazó, felügyelőhelyettes, felügyelő, főfelügyelő, rendőrtanácsos, rendőrfőtanácsos stb.), melyek nagyjából megfeleltethetőek a katonai rend szerint tagozódó rendvédelmi szervek és a hadsereg tiszti rangjainak. A rendőrség elosztása a csendőrségéhez hasonló, élén az országos főfelügyelő (Inspettore General) áll, a szervezet tartományi kapitányságokra, ezek tovább járási kapitányságokra oszlanak. A járási kapitányság (questura) élén területi rendőrfőkapitány (questore) áll. Alárendeltségét illetően az Olasz Nemzeti Rendőrség teljes mértékben a Belügyminisztérium (Ministro dei Interiori) tartozik, semmiféle szervezeti kapcsolata nincs a hadsereggel, ellentétben a csendőrséggel, melyet annak negyedik fegyvernemeként is szokás emlegetni. 

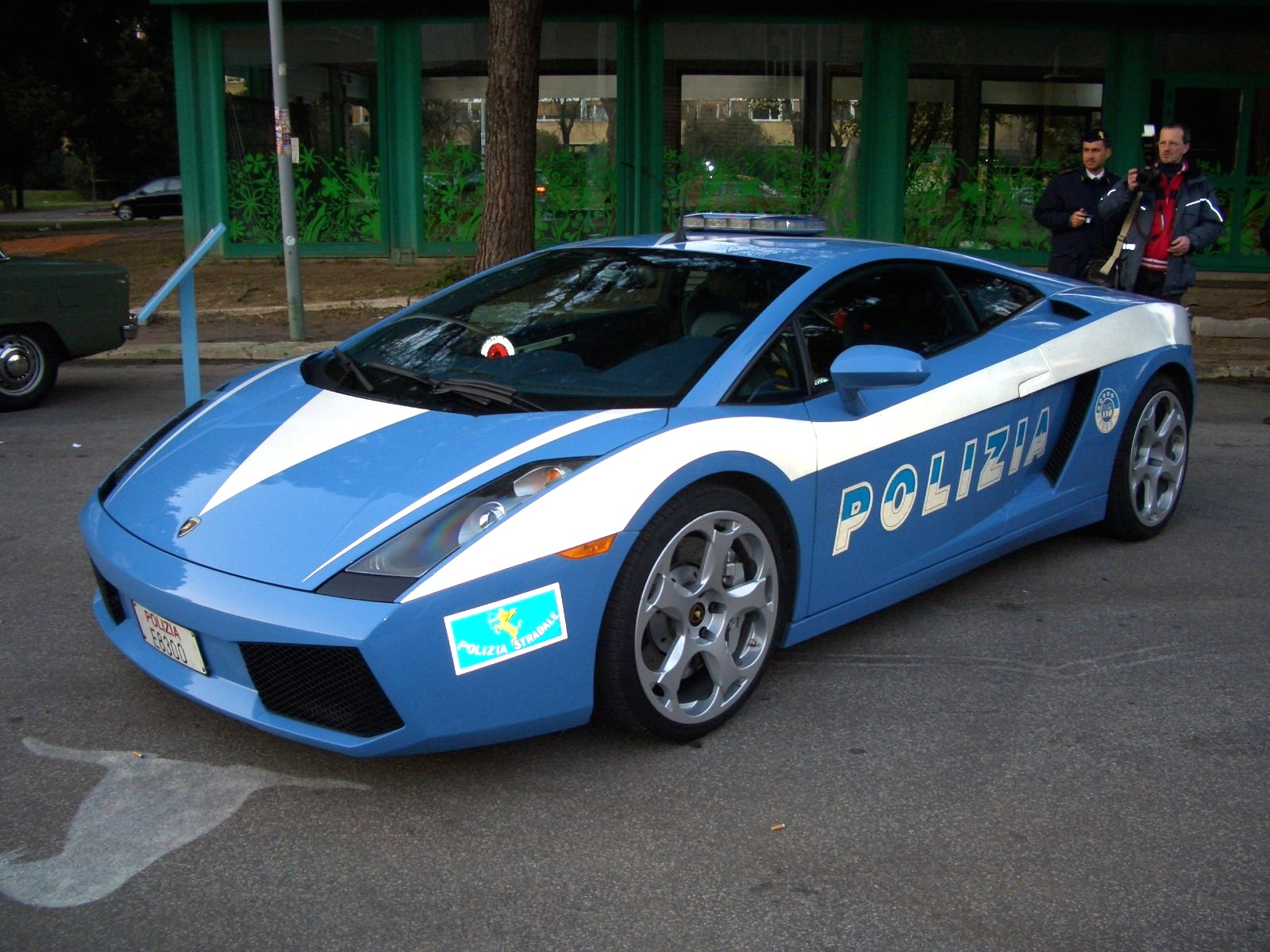
Rendőrségi Lamborghini Gallardo

Bár elméletileg Olaszországban a Polizia di Stato lenne az elsődleges általános hatáskörű rendőri szerv, a lakosság nagy része jobban bízik a csendőrökben, ezért például ha valahová „rendőr”-t kell hívni, a riasztás nagyobb valószínűséggel fut be a Carabinierihez, mint a Polizia di Stato-hoz. Gyakran előfordul, hogy a rendőrök és a csendőrök együtt érkeznek ki egy esethez, vesznek részt tömegesemények biztosításában vagy körözött személyek elfogásában, a két rendvédelmi szerv között szoros kollegalitás és együttműködés áll fenn. Az olasz köztudatban az az elterjedt kép, hogy az egész Olaszországot behálózó maffia a rendőrségen belül is erősen jelen van, emiatt az olasz átlagállampolgár kevésbé bízik a szervben, mint a csendőrségben, ugyanakkor a rendőrség utóbbi években elért nyomozati eredményeit és szerepét a szervezett bűnözés elleni harcban sem szabad lebecsülni. Jellemző eljárás, hogy a rendőrség nyomozói megszerzik az információt a maffia tagjainak hollétéről, vagy a bizonyítékot, mely elegendő okot szolgáltat a letartóztatásra, a csendőrség tagjai pedig, mint a fegyveres harcra sokkal jobban kiképzett rendőri szerv tagjai, kimennek a helyszínre és végrehajtják az elfogást. Olaszországban egyébként léteznek korlátozott hatáskörű önkormányzati rendőrségek is a nagyobb városokban (Polizia Municipale) és megyei szinten (Polizia Provinciale) is. Ezek tagjai ugyan felfegyverzettek, de hatáskörük legtöbbször a közúti ellenőrzésekre és a közterületek rendjének felügyeletére korlátozódik.

## Más rendészeti szervek
Ezeken kívül a legjelentősebb, speciális hatáskörökkel rendelkező rendészeti szervek még Olaszországban a Guardia di Finanza (Pénzügyőrség), a Polizia Penitenziaria (Büntetésvégrehajtási Rendőrség) és a Corpo Forestale (Erdészeti és Mezőgazdasági Rendőrség).

## Külső hivatkozások
- Az Állami Rendőrség (Polizia di Stato) hivatalos weboldala (olasz)